# بلک‌بری
این مقاله درباره‌ی برند گوشی‌های هوشمند و دستگاه‌های همراه است. برای اطلاعات درباره شرکت مادر، به بخش مربوط به بلک‌بری لیمیتد در مقاله اصلی یا وب‌سایت رسمی BlackBerry مراجعه کنید. برای اطلاعات درباره فیلم سال ۲۰۲۳ با عنوان «بلک‌بری»، به مقاله انگلیسی ویکی‌پدیا رجوع کنید. برای میوه، به توت‌سیاه نگاه کنید. 
بلک‌بری (به انگلیسی: BlackBerry) برندی منسوخ‌شده از گوشی‌های هوشمند و دستگاه‌های همراه است که توسط شرکت کانادایی بلک‌بری لیمیتد (پیش‌تر ریسرچ این موشن) توسعه یافت و تا سال ۲۰۱۶ پشتیبانی می‌شد.
بلک‌بری ((به انگلیسی: BlackBerry)) یک برند منسوخ‌شده از گوشی‌های هوشمند و دستگاه‌های همراه است که ابتدا توسط شرکت کانادایی ریسرچ این موشن (RIM، بعداً مدیریت‌شده توسط بلک‌بری لیمیتد) توسعه یافت و تا سال ۲۰۱۶ پشتیبانی شد. اولین دستگاه بلک‌بری در سال ۱۹۹۹ در آمریکای شمالی عرضه شد و با استفاده از شبکه‌های Mobitex (و بعداً DataTAC)، به دلیل حالت «همیشه متصل» و امکان ارسال و دریافت ایمیل به‌صورت بی‌سیم، محبوبیت زیادی به دست آورد. این برند با معرفی اعلان‌های فوری (push notifications) و ترویج تایپ با انگشت شست از طریق صفحه‌کلید QWERTY، ویژگی‌ای که بعداً به امضای این خط تولید تبدیل شد، نقش مهمی در صنعت ایفا کرد.
در سال‌های اولیه، بلک‌بری با ارائه مزیت‌هایی نسبت به پیجرهای یک‌طرفه‌ی سنتی و حذف نیاز به اتصال به کامپیوترهای شخصی، به‌ویژه در دنیای شرکتی آمریکا و کانادا، مورد استقبال قرار گرفت. این دستگاه در سپتامبر ۲۰۰۱ به اروپا معرفی شد، اما در آنجا به دلیل رواج پیامک‌های SMS، جذابیت کمتری داشت. با پیشرفت فناوری سلولی، RIM در سال ۲۰۰۲ اولین گوشی بلک‌بری، یعنی مدل ۵۸۱۰، را عرضه کرد که بر شبکه GSM کار می‌کرد و از GPRS برای ایمیل و وب استفاده می‌کرد. شهرت بلک‌بری در ارتباطات امن نیز باعث شد دولت آمریکا به بزرگ‌ترین مشتری آن تبدیل شود و از خدماتش بهره ببرد.
با عرضه مدل‌هایی مثل بلک‌بری پرل در سپتامبر ۲۰۰۶ و نرم‌افزار بلک‌بری مسنجر، این برند توانست کاربران عادی را فراتر از مشتریان سازمانی جذب کند و در توسعه و پیشرفت گوشی‌های هوشمند در آن دوره تأثیرگذار باشد. بلک‌بری برای مدتی پلتفرم پیشرو در بازار آمریکا بود و در اوج خود در سپتامبر ۲۰۱۱، ۸۵ میلیون مشترک خدمات بلک‌بری در سراسر جهان داشت. با این حال، در سال‌های بعد، با رقابت پلتفرم‌های اندروید و iOS، بازارش را از دست داد؛ تا مارس ۲۰۱۶، تعداد مشترکان به ۲۳ میلیون نفر کاهش یافت که نشان‌دهنده افتی نزدیک به سه‌چهارم بود. در سال ۲۰۱۳، RIM سیستم‌عامل اختصاصی بلک‌بری OS را با پلتفرم بازطراحی‌شده بلک‌بری ۱۰ جایگزین کرد و از سال ۲۰۱۵ با عرضه بلک‌بری پرایو، تولید گوشی‌های بر پایه اندروید را آغاز کرد.
در ۲۸ سپتامبر ۲۰۱۶، بلک‌بری لیمیتد اعلام کرد که طراحی دستگاه‌های خود را متوقف می‌کند و به جای آن، طراحی، تولید و بازاریابی را به شرکای خود واگذار خواهد کرد. شرکای اولیه شامل BB Merah Putih برای بازار اندونزی، Optiemus Infracom برای بازار جنوب آسیا، و BlackBerry Mobile (زیرمجموعه TCL Technology) برای سایر مناطق بودند. با این حال، محصولات جدید با برند بلک‌بری نتوانستند تأثیر قابل‌توجهی در بازار ایجاد کنند و آخرین تولیدات آن‌ها در سال ۲۰۲۰ متوقف شد. یک شرکت آمریکایی جدید که قصد عرضه دستگاه جدید بلک‌بری را داشت، در سال ۲۰۲۲ بدون ارائه محصولی تعطیل شد. در ۴ ژانویه ۲۰۲۲، بلک‌بری لیمیتد خدمات پلتفرم نرم‌افزاری قدیمی خود از جمله ایمیل blackberry.net، بلک‌بری مسنجر، بلک‌بری ورلد، بلک‌بری پروتکت و جستجوی صوتی را قطع کرد؛ این تصمیم دستگاه‌های مبتنی بر اندروید را تحت تأثیر قرار نداد.
در اوج خود در دهه ۲۰۰۰، بلک‌بری یکی از پیشگامان بازار جهانی گوشی‌های هوشمند بود و به‌ویژه در میان کاربران تجاری، سازمانی، و دولتی به دلیل پشتیبانی پیشرفته از ایمیل، امنیت بالا، و طراحی متمرکز بر بهره‌وری، محبوبیت داشت. از سال ۲۰۱۶، بلک‌بری از تولید مستقیم سخت‌افزار کناره‌گیری کرد و بر نرم‌افزارهای سازمانی، امنیت سایبری، و سیستم‌عامل QNX تمرکز کرد که در خودروهای هوشمند و اینترنت اشیاء (IoT) کاربرد گسترده‌ای دارد.

## تاریخچه

### آغاز فعالیت: تمرکز بر ارتباطات بی‌سیم (۱۹۸۴–۱۹۹۸)
شرکت ریسرچ این موشن (RIM) در سال ۱۹۸۴ توسط مایک لازاریدیس و داگ فرگوسن در واترلو، انتاریو، کانادا تأسیس شد. این دو بنیان‌گذار، که در ابتدا با تجهیزات الکترونیکی ساده شروع کردند، به دنبال نوآوری در فناوری ارتباطات بودند. در اواخر دهه ۱۹۸۰، RIM با توسعه مودم‌ها و دستگاه‌های انتقال داده برای شبکه‌های بی‌سیم، از جمله همکاری با شرکت‌های مخابراتی کانادایی، پایه‌های فعالیتش را محکم کرد. در سال ۱۹۹۲، RIM اولین قرارداد بزرگش را با شرکت BellSouth برای ارائه راه‌حل‌های بی‌سیم امضا کرد که منجر به عرضه دستگاه‌های اولیه‌ای مثل RIM 900 Interactive Pager در دهه ۱۹۹۰ شد. این دستگاه‌ها، که از شبکه‌های داده‌ای مثل Mobitex استفاده می‌کردند، نقطه شروع ورود RIM به بازار پیام‌رسانی بی‌سیم بود و مقدمه‌ای برای توسعه بلک‌بری فراهم کرد.

### ظهور برند بلک‌بری: گسترش بازار (۱۹۹۹–۲۰۰۷)
در سال ۱۹۹۹، RIM با معرفی بلک‌بری ۸۵۰، اولین دستگاهی که نام تجاری بلک‌بری را به خود گرفت، وارد مرحله جدیدی شد. این دستگاه، یک پیام‌رسان دوطرفه با صفحه‌کلید QWERTY، از شبکه Mobitex استفاده می‌کرد و امکان ارسال و دریافت ایمیل را به‌صورت بی‌سیم فراهم می‌کرد. نام «بلک‌بری» به دلیل شباهت کلیدهای کوچک و گردش به میوه توت‌سیاه انتخاب شد و به سرعت به نمادی از نوآوری تبدیل شد. در سال ۲۰۰۲، با عرضه مدل ۵۸۱۰ که از شبکه GSM و GPRS پشتیبانی می‌کرد، بلک‌بری وارد بازار گوشی‌های هوشمند شد و قابلیت‌های وب‌گردی و چندرسانه‌ای را اضافه کرد. موفقیت این مدل‌ها باعث شد تا سال ۲۰۰۵، بلک‌بری بیش از ۴ میلیون کاربر در سراسر جهان داشته باشد. اوج این دوره با معرفی بلک‌بری پرل در سال ۲۰۰۶ بود که با طراحی باریک، دوربین و صفحه‌کلید SureType، به اولین دستگاه بلک‌بری برای کاربران عادی تبدیل شد و فروش را به بیش از ۸۰ میلیون دستگاه تا سال ۲۰۰۷ رساند.

### ورود رقبا و کاهش سهم بازار (۲۰۰۷–۲۰۱۲)
سال ۲۰۰۷ نقطه عطفی بود؛ با معرفی آیفون توسط اپل و آغاز گسترش اندروید، بازار گوشی‌های هوشمند متحول شد. آیفون با رابط کاربری لمسی و فروشگاه اپلیکیشن، تجربه‌ای متفاوت ارائه داد که بلک‌بری با تمرکز بر صفحه‌کلید فیزیکی و امنیت، به‌سختی با آن سازگار شد. مدل‌هایی مثل بلک‌بری بولد (۲۰۰۸) و تورچ (۲۰۱۰) تلاشی برای رقابت بودند، اما کمبود اپلیکیشن‌ها و تأخیر در به‌روزرسانی‌ها، سهم بازار بلک‌بری را از ۲۰ درصد در سال ۲۰۰۹ به کمتر از ۵ درصد در سال ۲۰۱۲ کاهش داد. در این دوره، RIM با مشکلات مدیریتی هم روبه‌رو شد و در سال ۲۰۱۱، پس از استعفای جیم بالسیلی، مدیرعامل وقت، تلاش برای بازسازی آغاز شد.

### تلاش برای بازسازی: BlackBerry 10 و تغییر برند (۲۰۱۲–۲۰۱۶)
در سال ۲۰۱۰، RIM با خرید شرکت QNX Software Systems، که تخصصش در سیستم‌عامل‌های بلادرنگ بود، تصمیم به بازطراحی پلتفرم گرفت. نتیجه این تلاش، سیستم‌عامل BlackBerry 10 بود که در ژانویه ۲۰۱۳ با گوشی‌های Z10 (تمام‌لمسی) و Q10 (با صفحه‌کلید فیزیکی) معرفی شد. این سیستم‌عامل از رابط کاربری مدرن و پشتیبانی از اپلیکیشن‌های اندروید بهره می‌برد، اما عرضه دیرهنگام و کمبود اپلیکیشن‌های اختصاصی، موفقیت را محدود کرد. در همان سال، RIM نامش را به بلک‌بری لیمیتد تغییر داد تا هویت جدیدی ایجاد کند. در سال ۲۰۱۵، با معرفی بلک‌بری پرایو، اولین گوشی با سیستم‌عامل اندروید، تلاشی برای بازگشت به بازار انجام شد، اما فروش پایین نشان داد که برند دیگر نمی‌تواند با رقبا رقابت کند.

### تمرکز بر نرم‌افزار و خروج از سخت‌افزار (۲۰۱۶–تاکنون)
در سپتامبر ۲۰۱۶، بلک‌بری اعلام کرد که تولید مستقیم سخت‌افزار را متوقف می‌کند و طراحی و تولید را به شرکای مثل TCL واگذار می‌کند. این تصمیم بخشی از استراتژی جدید برای تمرکز بر نرم‌افزار و خدمات بود. در نوامبر ۲۰۱۸، خرید شرکت Cylance به ارزش ۱.۴ میلیارد دلار، بلک‌بری را به بازیگری مهم در امنیت سایبری تبدیل کرد. از سال ۲۰۲۳، با رشد بازار خودروهای نرم‌افزارمحور (SDV), سیستم‌عامل QNX با بیش از ۲۵۵ میلیون خودرو تا ژوئیه ۲۰۲۵ نقش کلیدی ایفا کرده و با معرفی QNX SDP 8.0 در سال ۲۰۲۴، به‌عنوان سیستم‌عامل پایه برای پروژه‌های متن‌باز مثل S-CORE همکاری کرده است. در سال ۲۰۲۵، بلک‌بری با همکاری Vector و شرکت‌های خودروسازی بزرگ مثل BMW و مرسدس، پلتفرم نرم‌افزاری جدیدی برای خودروها توسعه داده که انتظار می‌رود تا پایان ۲۰۲۶ گواهینامه‌های ایمنی رو دریافت کند.

## محصولات

### محصولات سخت‌افزاری
بلک‌بری از سال ۱۹۹۹ تا ۲۰۱۶ مجموعه‌ای از گوشی‌های هوشمند و دستگاه‌های همراه تولید کرد که به دلیل صفحه‌کلید QWERTY، رمزنگاری قوی، و پشتیبانی از ایمیل سازمانی شناخته می‌شدند. در زیر جدولی از مهم‌ترین سری‌های این محصولات با مشخصات کلیدی و ویژگی‌ها ارائه شده است:
| مدل                                        | تصویر               | سال انتشار | مشخصات کلیدی                                                  | توضیحات طراحی                                                                  |
| ------------------------------------------ | ------------------- | ---------- | ------------------------------------------------------------- | ------------------------------------------------------------------------------ |
| BlackBerry 850                             | BlackBerry 850      | ۱۹۹۹       | پیام‌رسان با صفحه‌کلید QWERTY، پشتیبانی از ایمیل آنی            | طراحی ساده با صفحه‌نمایش تک‌رنگ و بدنه‌ی جمع‌وجور، مناسب برای کاربران تجاری.       |
| BlackBerry Pearl 8100/8110/8120/8130       | BlackBerry Pearl    | ۲۰۰۶       | صفحه‌کلید SureType، دوربین ۲ مگاپیکسل، پشتیبانی از چندرسانه‌ای  | بدنه‌ی باریک و براق با ترکیبی از فلز و پلاستیک، اولین مدل با قابلیت دوربین.     |
| BlackBerry Curve 8300/8310/8320/8330/8350i | BlackBerry Curve    | ۲۰۰۷       | صفحه‌کلید QWERTY، نمایشگر ۲.۵ اینچ، اسلات microSD              | طراحی ارگونومیک با تمرکز بر کاربری دوگانه تجاری و شخصی، رنگ‌های متنوع.          |
| BlackBerry Bold 9000/9700/9650             | BlackBerry Bold     | ۲۰۰۸       | صفحه‌کلید QWERTY، نمایشگر ۲.۶ اینچ، ۱ گیگابایت حافظه داخلی     | بدنه‌ی فلزی با کیفیت بالا، طراحی حرفه‌ای و بادوام برای کاربران سازمانی.          |
| BlackBerry Torch 9800                      | BlackBerry Torch    | ۲۰۱۰       | صفحه‌کلید کشویی، نمایشگر لمسی ۳.۲ اینچ، سیستم‌عامل BlackBerry 6 | طراحی ترکیبی با صفحه‌کلید کشویی و نمایشگر لمسی، مناسب برای چندکاره‌گی.           |
| BlackBerry Z10                             | BlackBerry Z10      | ۲۰۱۳       | نمایشگر ۴.۲ اینچ، سیستم‌عامل BlackBerry 10                     | طراحی تمام‌لمسی با بدنه‌ی پلاستیکی و شیشه‌ای، انتقال به رابط کاربری مدرن.         |
| BlackBerry Q10                             | BlackBerry Q10      | ۲۰۱۳       | صفحه‌کلید QWERTY، نمایشگر ۳.۱ اینچ، سیستم‌عامل BlackBerry 10    | طراحی کلاسیک با صفحه‌کلید فیزیکی و بدنه‌ی مقاوم.                                 |
| BlackBerry Passport                        | BlackBerry Passport | ۲۰۱۴       | نمایشگر مربعی ۴.۵ اینچ، صفحه‌کلید لمسی، ۳ گیگابایت رم          | طراحی منحصربه‌فرد با بدنه‌ی مستطیلی و صفحه‌کلید لمسی، مناسب برای نمایش اسناد.     |
| BlackBerry Priv                            | BlackBerry Priv     | ۲۰۱۵       | نمایشگر ۵.۴ اینچ AMOLED، صفحه‌کلید کشویی، سیستم‌عامل اندروید    | طراحی کشویی با بدنه‌ی شیشه‌ای و فلزی، اولین مدل با اندروید و دوربین ۱۸ مگاپیکسل. |
| BlackBerry DTEK50                          | BlackBerry DTEK50   | ۲۰۱۶       | نمایشگر ۵.۲ اینچ، سیستم‌عامل اندروید، تمرکز بر امنیت           | طراحی ساده با بدنه‌ی پلاستیکی، تأکید بر امنیت سایبری.                           |
| BlackBerry DTEK60                          | BlackBerry DTEK60   | ۲۰۱۶       | نمایشگر ۵.۵ اینچ، دوربین ۲۱ مگاپیکسل، سیستم‌عامل اندروید       | بدنه‌ی فلزی با طراحی شیک، مناسب برای عکاسی و امنیت.                             |
| BlackBerry KeyOne                          | BlackBerry KeyOne   | ۲۰۱۷       | صفحه‌کلید QWERTY، نمایشگر ۴.۵ اینچ، ۳ گیگابایت رم              | طراحی کلاسیک با بدنه‌ی فلزی و پلاستیکی، بازگشت به صفحه‌کلید فیزیکی.              |
| BlackBerry Aurora                          | BlackBerry Aurora   | ۲۰۱۷       | نمایشگر ۵.۵ اینچ، سیستم‌عامل اندروید، دو سیم‌کارte              | بدنه‌ی پلاستیکی با طراحی ساده، هدف‌گذاری بازارهای نوظهور.                        |
| BlackBerry Motion                          | BlackBerry Motion   | ۲۰۱۷       | نمایشگر ۵.۵ اینچ، باتری ۴۰۰۰ میلی‌آمپر، سیستم‌عامل اندروید      | بدنه‌ی مقاوم در برابر آب، طراحی مناسب برای استفاده روزمره.                      |
| BlackBerry Key2                            | BlackBerry Key2     | ۲۰۱۸       | صفحه‌کلید QWERTY، نمایشگر ۴.۵ اینچ، ۶ گیگابایت رم              | بدنه‌ی فلزی با طراحی پیشرفته، بهبود عملکرد نسبت به KeyOne.                      |
| BlackBerry Evolve                          | BlackBerry Evolve   | ۲۰۱۸       | نمایشگر ۵.۹۹ اینچ، دوربین دوگانه، سیستم‌عامل اندروید           | طراحی مدرن با بدنه‌ی شیشه‌ای، تمرکز بر عکاسی.                                    |
| BlackBerry Evolve X                        | BlackBerry Evolve X | ۲۰۱۸       | نمایشگر ۵.۹۹ اینچ، ۶ گیگابایت رم، دوربین دوگانه               | بدنه‌ی شیشه‌ای با عملکرد قوی، نسخه پیشرفته‌تر Evolve.                             |

در سال ۲۰۱۱، تبلت BlackBerry PlayBook معرفی شد که به دلیل کمبود اپلیکیشن‌های کلیدی مانند ایمیل، موفقیت چندانی نداشت. پس از ۲۰۱۶، تولید سخت‌افزار به شرکای سخت‌افزاری مانند TCL واگذار شد، اما این دستگاه‌ها تأثیر محدودی داشتند و تولیدشان در سال ۲۰۲۰ متوقف شد.

### محصولات نرم‌افزاری
پس از خروج از بازار سخت‌افزار در سال ۲۰۱۶، بلک‌بری بر توسعه‌ی نرم‌افزارهای سازمانی، امنیتی، و سیستم‌عامل‌های جاسازی‌شده متمرکز شده است. این محصولات به دلیل امنیت بالا و قابلیت‌های پیشرفته، در بخش‌های تجاری، دولتی، صنعتی و خودروسازی کاربرد دارند. مهم‌ترین محصولات شامل:
- BlackBerry Enterprise Server (BES)/UEM: سامانه‌ی مدیریت دستگاه‌ها و ایمیل برای سازمان‌ها که از اندروید، iOS، و ویندوز پشتیبانی می‌کند. نسخه‌های جدیدتر مثل UEM Cloud با استفاده از هوش مصنوعی، شناسایی تهدیدات رو بهبود داده و در سال ۲۰۲۴ با رابط کاربری ساده‌تر به‌روزرسانی شد.
- BlackBerry Messenger (BBM): پیام‌رسان امن که از ۲۰۰۵ تا ۲۰۱۹ فعال بود، اما به دلیل رقابت با واتس‌اپ و تلگرام متوقف شد. در سال ۲۰۲۳، نسخه تجاری BBM Enterprise برای سازمان‌ها دوباره معرفی شد.
- BlackBerry QNX: سیستم‌عامل بلادرنگ که تا ژوئیه ۲۰۲۵ در بیش از ۲۵۵ میلیون خودرو استفاده شده است. نسخه QNX SDP 8.0 (۲۰۲۴) با قابلیت‌های پیشرفته‌تر مثل پشتیبانی از خودروهای نرم‌افزارمحور (SDV) و مجازی‌سازی (Hypervisor 8.0) عرضه شده است.
- Cylance: نرم‌افزار امنیتی مبتنی بر هوش مصنوعی که در ۲۰۱۸ خریداری شد و در سال ۲۰۲۵ با CylanceMDR، خدمات مدیریت تهدیدات را گسترش داد.
- AtHoc: سامانه‌ی مدیریت رویدادهای بحرانی که در سال ۲۰۲۴ با قابلیت‌های جدید مثل هشدارهای چندکاناله به‌روزرسانی شد.
- BlackBerry IVY: پلتفرم داده خودرو که با همکاری AWS در ۲۰۲۱ معرفی شد و در ۲۰۲۵ برای تحلیل داده‌های خودران بهینه‌سازی شده است.
- BlackBerry Radar: راه‌حلی برای ردیابی دارایی‌ها که در سال ۲۰۲۳ با پشتیبانی از IoT صنعتی گسترش یافت.

## سیستم‌عامل‌ها

### BlackBerry OS
BlackBerry OS یک سیستم‌عامل اختصاصی مبتنی بر Java ME بود که از ۱۹۹۹ تا ۲۰۱۳ توسعه یافت و تا ۲۰۲۲ پشتیبانی شد. این سیستم‌عامل با نسخه‌های اولیه مثل ۱.۰ (۱۹۹۹) شروع شد و تا نسخه ۷.۱ (۲۰۱۳) پیشرفت کرد. امکانات اصلی شامل مدیریت چندوظیفگی، پشتیبانی از ایمیل با رمزنگاری قوی، و رابط کاربری ساده بود. اما محدودیت‌های گرافیکی، عدم پشتیبانی از اپلیکیشن‌های مدرن، و API کوچک، رقابت با اندروید و iOS رو سخت کرد. مشکلات اصلی شامل مصرف بالای باتری، عدم سازگاری با سخت‌افزارهای جدید، و وابستگی به زیرساخت‌های قدیمی مثل Java ME بود که باعث کنار گذاشته شدنش شد.

### BlackBerry 10 و QNX
بلک‌بری ۱۰ مبتنی بر سیستم‌عامل بلادرنگ QNX بود که در ژانویه ۲۰۱۳ با نسخه ۱۰.۰ معرفی شد. این سیستم‌عامل با نسخه‌های بعدی مثل ۱۰.۱ (۲۰۱۳)، ۱۰.۲ (۲۰۱۴)، و ۱۰.۳.۳ (۲۰۱۷) تکامل یافت. امکانات کلیدی شامل رابط کاربری مدرن، پشتیبانی از اپلیکیشن‌های اندروید (از طریق runtime)، و امنیت بالا با رمزنگاری سراسری بود. QNX، به‌عنوان هسته اصلی، یک میکروکرنل یونیکس‌مانند با پشتیبانی از POSIX، C/C++، و OpenGL ES ارائه می‌دهد که در سیستم‌های جاسازی‌شده مثل خودروها و پزشکی کاربرد دارد. مشکلات BlackBerry 10 شامل عرضه دیرهنگام، کمبود اکوسیستم اپلیکیشن، و ناتوانی در رقابت با فروشگاه‌های بزرگ اپلیکیشن بود. نسخه‌های جدید QNX مثل SDP 7.0 (۲۰۱۹) و SDP 8.0 (۲۰۲۴) با تمرکز بر خودروهای نرم‌افزارمحور و مجازی‌سازی، مشکلات رو کاهش داده و قابلیت‌هایی مثل Hypervisor 8.0 برای مدیریت چندین سیستم‌عامل رو اضافه کرده است.

## بلک‌بری در صنعت خودرو
بلک‌بری لیمیتد با سیستم‌عامل QNX به یکی از بازیگران اصلی صنعت خودرو تبدیل شده است و تا ژوئیه ۲۰۲۵، این سیستم‌عامل در بیش از ۲۵۵ میلیون خودرو در سراسر جهان به کار گرفته شده است. QNX به‌عنوان یک سیستم‌عامل بلادرنگ با معماری میکروکرنل، به دلیل پایداری بالا، امنیت پیشرفته، و قابلیت اطمینان، در حوزه‌های مختلفی از جمله سیستم‌های کمک‌راننده پیشرفته (ADAS)، داشبورد‌های دیجیتال، سیستم‌های اطلاعاتی-سرگرمی (IVI)، و کنترل‌های جاسازی‌شده در خودروها مورد استفاده قرار می‌گیرد.
از سال ۲۰۱۰، با خرید QNX Software Systems، بلک‌بری تمرکز خود را بر توسعه راه‌حل‌های نرم‌افزاری برای صنعت خودرو افزایش داد. نسخه‌های جدیدتر مانند QNX SDP 7.0 (منتشر شده در ۲۰۱۹) و QNX SDP 8.0 (منتشر شده در ۲۰۲۴) با قابلیت‌هایی نظیر پشتیبانی از خودروهای نرم‌افزارمحور (Software-Defined Vehicles - SDV)، مجازی‌سازی (Hypervisor 8.0)، و سازگاری با استانداردهای ایمنی مانند ISO 26262، این سیستم‌عامل را به یک انتخاب محوری برای تولیدکنندگان خودرو تبدیل کرده است. از سال ۲۰۲۳، QNX به‌عنوان سیستم‌عامل پایه در پروژه‌های متن‌باز مانند S-CORE (با همکاری بنیاد Eclipse) مورد استفاده قرار گرفته و با شرکت‌هایی نظیر BMW، مرسدس‌بنز، فورد، و بوش مشارکت‌هایی را برقرار کرده است.
در سال ۲۰۲۵، بلک‌بری با همکاری شرکت‌های Vector و TTTech Auto، پلتفرمی یکپارچه برای توسعه خودروهای نرم‌افزارمحور ارائه داده است که هدف آن کاهش زمان توسعه و هزینه‌های تولید است. این پلتفرم با پشتیبانی از معماری‌های چندجانبه (multi-core) و استانداردهای ارتباطی مانند AUTOSAR، امکان یکپارچه‌سازی سیستم‌های مختلف خودرو را فراهم می‌کند. همچنین، بلک‌بری با معرفی BlackBerry IVY در سال ۲۰۲۱ و به‌روزرسانی‌های آن در سال ۲۰۲۵، پلتفرمی برای جمع‌آوری، تحلیل، و مدیریت داده‌های خودروهای خودران ارائه کرده که با همکاری شرکت‌هایی مانند AWS و Qualcomm توسعه یافته است. پیش‌بینی می‌شود این پلتفرم تا پایان سال ۲۰۲۶ گواهینامه‌های ایمنی لازم را دریافت کند و در مدل‌های جدید خودروهای الکتریکی و خودران به کار گرفته شود.
علاوه بر خودرو، QNX در حوزه‌های دیگر مانند رباتیک، تجهیزات پزشکی، و زیرساخت‌های صنعتی نیز گسترش یافته و نشان‌دهنده تنوع کاربردهای این سیستم‌عامل است. بلک‌بری با تمرکز بر نوآوری در حوزه نرم‌افزار و همکاری با اکوسیستم جهانی، جایگاه خود را به‌عنوان یک تأمین‌کننده کلیدی فناوری در صنعت خودرو تثبیت کرده است.

## نوآوری‌ها و دستاوردها
بلک‌بری لیمیتد در طول تاریخ خود به‌عنوان یک پیشگام در فناوری ارتباطات و امنیت شناخته شده است و نوآوری‌های متعددی را در حوزه‌های مختلف ارائه کرده است. این دستاوردها شامل موارد زیر می‌شود:
- فناوری Push Email: بلک‌بری با معرفی فناوری ایمیل فوری (Push Email) در سال ۱۹۹۹ از طریق دستگاه بلک‌بری ۸۵۰، استاندارد جدیدی در ارتباطات بی‌سیم ایجاد کرد. این فناوری که ایمیل‌ها را به‌صورت لحظه‌ای به دستگاه‌ها ارسال می‌کرد، به‌ویژه در میان کاربران تجاری و سازمانی محبوبیت یافت و پایه‌ای برای توسعه خدمات مشابه در پلتفرم‌های دیگر شد.

- رمزنگاری سراسری (End-to-End Encryption): بلک‌بری با توسعه سیستم رمزنگاری پیشرفته برای ارتباطات، به‌ویژه در دستگاه‌های اولیه خود، امنیت بالایی را برای کاربران تجاری و دولتی فراهم کرد. این فناوری که با گواهینامه‌هایی مانند FIPS 140-2 تأیید شده، بلک‌بری را به انتخابی مطمئن برای نهادهای امنیتی مانند دولت آمریکا تبدیل کرد و همچنان در محصولات نرم‌افزاری امروزی مانند BlackBerry UEM مورد استفاده قرار می‌گیرد.

- سیستم‌عامل QNX: خرید QNX Software Systems در سال ۲۰۱۰ و تبدیل آن به سیستم‌عامل اصلی بلک‌بری، یکی از بزرگ‌ترین دستاوردهای این شرکت محسوب می‌شود. QNX به دلیل معماری میکروکرنل خود، پایداری و امنیت بالایی ارائه می‌دهد و از سال ۲۰۱۳ در بیش از ۲۵۵ میلیون خودرو تا ژوئیه ۲۰۲۵ به کار گرفته شده است. نسخه‌های پیشرفته‌تر مانند QNX SDP 8.0 (۲۰۲۴) با پشتیبانی از خودروهای نرم‌افزارمحور (SDV) و مجازی‌سازی، این سیستم‌عامل را به یک فناوری کلیدی در صنعت خودرو و اینترنت اشیاء (IoT) تبدیل کرده است.

- BlackBerry Enterprise Server (BES): این سامانه که در اواخر دهه ۱۹۹۰ معرفی شد، امکان مدیریت متمرکز دستگاه‌ها و ایمیل‌ها را برای سازمان‌ها فراهم کرد. BES با قابلیت‌های امنیتی پیشرفته و پشتیبانی از پلتفرم‌های مختلف (اندروید، iOS، ویندوز)، به یک استاندارد در مدیریت امنیت سازمانی تبدیل شد و با به‌روزرسانی‌های اخیر در UEM Cloud، همچنان مورد استفاده گسترده قرار دارد.

- BlackBerry IVY و پلتفرم‌های داده خودرو: معرفی پلتفرم BlackBerry IVY در سال ۲۰۲۱ و به‌روزرسانی‌های آن در سال ۲۰۲۵، نشان‌دهنده نوآوری بلک‌بری در تحلیل داده‌های خودروهای خودران است. این پلتفرم با همکاری AWS و Qualcomm، امکان جمع‌آوری و پردازش داده‌های پیچیده را فراهم کرده و به‌عنوان ابزاری برای توسعه خودروهای هوشمند آینده شناخته می‌شود.

- BlackBerry Messenger (BBM): راه‌اندازی BBM در سال ۲۰۰۵ به‌عنوان یک پیام‌رسان امن، استاندارد جدیدی در ارتباطات فوری ایجاد کرد. هرچند سرویس عمومی آن در ۲۰۱۹ متوقف شد، نسخه تجاری BBM Enterprise در ۲۰۲۳ دوباره معرفی شد و نشان‌دهنده توانایی بلک‌بری در تطبیق با نیازهای بازار است.

- خرید Cylance و امنیت مبتنی بر هوش مصنوعی: خرید شرکت Cylance در سال ۲۰۱۸ به ارزش ۱.۴ میلیارد دلار، بلک‌بری را به پیشگام فناوری امنیت سایبری مبتنی بر هوش مصنوعی تبدیل کرد. محصولاتی مانند CylanceMDR (۲۰۲۵) با استفاده از یادگیری ماشین، تهدیدات سایبری را پیش‌بینی و خنثی می‌کنند و در صنایع حساس کاربرد دارند.

این نوآوری‌ها و دستاوردها، بلک‌بری را از یک تولیدکننده دستگاه‌های موبایل به یک شرکت پیشرو در فناوری نرم‌افزاری و امنیتی در حوزه‌های سازمانی، خودروسازی، و اینترنت اشیاء تبدیل کرده است.

## چالش‌ها
بلک‌بری لیمیتد در طول تاریخ خود با چالش‌های متعددی روبه‌رو بوده که تأثیر قابل‌توجهی بر مسیر توسعه و جایگاه آن در بازار داشته است. این چالش‌ها شامل موارد زیر می‌شوند:
- واکنش دیرهنگام به رقبا: یکی از اصلی‌ترین چالش‌ها، تأخیر بلک‌بری در پاسخ به ظهور رقبای جدید بود. معرفی آیفون توسط اپل در سال ۲۰۰۷ و گسترش سریع اندروید از سوی گوگل، بازار گوشی‌های هوشمند را متحول کرد. بلک‌بری با تمرکز بر صفحه‌کلید فیزیکی و امنیت، به‌جای پذیرش رابط‌های لمسی و اکوسیستم‌های اپلیکیشن، نتوانست به‌موقع خود را با این تغییرات هماهنگ کند. این تأخیر باعث شد سهم بازار آن از ۲۰ درصد در سال ۲۰۰۹ به کمتر از ۵ درصد در سال ۲۰۱۲ کاهش یابد.

- شکست BlackBerry 10: عرضه سیستم‌عامل بلک‌بری ۱۰ در ژانویه ۲۰۱۳ به‌عنوان تلاشی برای بازسازی برند، با چالش‌های جدی مواجه شد. هرچند این سیستم‌عامل ویژگی‌هایی مانند رابط کاربری مدرن و پشتیبانی از اپلیکیشن‌های اندروید را ارائه می‌داد، اما عرضه دیرهنگام آن (بیش از پنج سال پس از آیفون) و کمبود اکوسیستم اپلیکیشن‌های اختصاصی، مانع از جذب کاربران جدید شد. مدل‌هایی مانند Z10 و Q10، علی‌رغم نوآوری‌های فنی، به دلیل رقابت با فروشگاه‌های اپلیکیشن بزرگ مانند App Store و Google Play، فروش قابل‌توجهی نداشتند و این پروژه را به یک شکست استراتژیک تبدیل کرد.

- کاهش شدید بازار و مشترکان: اوج بلک‌بری در سپتامبر ۲۰۱۱ با ۸۵ میلیون مشترک بود، اما با افزایش رقابت، این تعداد تا مارس ۲۰۱۶ به ۲۳ میلیون نفر کاهش یافت که نشان‌دهنده افتی نزدیک به ۷۳ درصد بود. این کاهش ناشی از ناتوانی در حفظ کاربران عادی و سازمانی در برابر جذابیت‌های رابط‌های لمسی، تنوع اپلیکیشن‌ها، و قیمت‌گذاری رقابتی رقبا بود. توقف تولید سخت‌افزار در سال ۲۰۱۶ نیز به‌عنوان بخشی از این چالش، نشان‌دهنده از دست دادن جایگاه در بازار موبایل بود.

- مشکلات مدیریتی و داخلی: در اوایل دهه ۲۰۱۰، بلک‌بری با مشکلات داخلی از جمله تغییرات مکرر در مدیریت روبه‌رو شد. استعفای جیم بالسیلی، مدیرعامل وقت، در سال ۲۰۱۱ و عدم هماهنگی در استراتژی شرکت، به تصمیم‌گیری‌های ناکارآمد منجر شد. این ناپایداری مدیریتی، توسعه محصولات جدید را کند کرد و اعتماد سرمایه‌گذاران و شرکا را کاهش داد.

- وابستگی به بازارهای سنتی: بلک‌بری در ابتدا به بازارهای تجاری و دولتی، به‌ویژه در آمریکا، وابسته بود. با تغییر نیازهای این بازارها به سمت دستگاه‌های چندمنظوره و انعطاف‌پذیر، بلک‌بری نتوانست به‌سرعت خود را با نیازهای جدید کاربران غیرسازمانی وفق دهد. این وابستگی، همراه با تحریم‌ها در برخی مناطق مانند ایران، بازارهای بالقوه را محدود کرد.

- چالش‌های انتقال به نرم‌افزار: پس از خروج از تولید سخت‌افزار در سال ۲۰۱۶، بلک‌بری تلاش کرد بر نرم‌افزار و خدمات متمرکز شود. با این حال، رقابت شدید با شرکت‌های امنیتی مانند Symantec و CrowdStrike، و نیاز به سرمایه‌گذاری سنگین برای توسعه محصولاتی مانند QNX و Cylance، این انتقال را با چالش‌هایی از جمله ضرر مالی ۱۳۰ میلیون دلاری در سال ۲۰۲۳ مواجه کرد.

این چالش‌ها، اگرچه بلک‌بری را از بازار سخت‌افزار خارج کرد، اما مسیر آن را به سمت تخصص در حوزه‌های نرم‌افزاری و امنیتی هدایت کرد که در سال‌های اخیر با موفقیت‌هایی مانند گسترش QNX در صنعت خودرو همراه بوده است.

## تأثیر فرهنگی
بلک‌بری در اواخر دهه ۱۹۹۰ و دهه ۲۰۰۰ به نمادی برجسته در فرهنگ جهانی فناوری تبدیل شد و تأثیر عمیقی بر رفتار اجتماعی و حرفه‌ای کاربران گذاشت. این دستگاه‌ها، به‌ویژه به دلیل صفحه‌کلید QWERTY و قابلیت Push Email، در میان مدیران، سیاستمداران، و حرفه‌ای‌ها به‌عنوان ابزاری ضروری برای ارتباط مداوم شناخته شدند. اصطلاح «CrackBerry» که در اوایل دهه ۲۰۰۰ در رسانه‌ها و فرهنگ عامه آمریکا رواج یافت، به اعتیاد کاربران به چک کردن مداوم ایمیل‌ها و پیام‌ها با این دستگاه اشاره داشت و نشان‌دهنده نفوذ آن در سبک زندگی مدرن بود.
بلک‌بری در رسانه‌ها و سرگرمی نیز حضوری چشم‌گیر داشت. در سریال‌های تلویزیونی مانند House of Cards و The West Wing، شخصیت‌های کلیدی از دستگاه‌های بلک‌بری برای ارتباطات محرمانه استفاده می‌کردند، که این برند را به‌عنوان نمادی از قدرت و امنیت در اذهان عمومی تثبیت کرد. همچنین، در فیلم‌هایی مانند The Social Network (۲۰۱۰)، بلک‌بری به‌عنوان بخشی از فرهنگ استارتاپ‌های اولیه فناوری به تصویر کشیده شد. این حضور در رسانه‌ها، بلک‌بری را به بخشی از هویت حرفه‌ای دهه ۲۰۰۰ تبدیل کرد.
با گسترش شبکه‌های اجتماعی و پیام‌رسان‌هایی مانند واتس‌اپ و فیسبوک مسنجر در اوایل دهه ۲۰۱۰، محبوبیت بلک‌بری در میان نسل جوان کاهش یافت، اما تأثیر آن بر فرهنگ کار از راه دور و ارتباطات فوری همچنان پابرجاست. در برخی مناطق، مانند خاورمیانه و آفریقا، بلک‌بری تا اواسط دهه ۲۰۱۰ به دلیل بلک‌بری مسنجر (BBM) به‌عنوان ابزاری برای ارتباط اجتماعی باقی ماند. حتی پس از توقف تولید سخت‌افزار در ۲۰۱۶، نام بلک‌بری به‌عنوان یادآور عصر طلایی گوشی‌های هوشمند با تمرکز بر امنیت و بهره‌وری در خاطره‌ها باقی مانده است. در سال ۲۰۲۵، با موفقیت‌های اخیر QNX در صنعت خودرو، این برند به نمادی از تحول از سخت‌افزار به نوآوری نرم‌افزاری نیز تبدیل شده است.

## وضعیت مالی
بلک‌بری لیمیتد از اوج موفقیت مالی در دهه ۲۰۰۰ تا چالش‌های مالی دهه ۲۰۱۰ و بهبود نسبی در سال‌های اخیر، مسیری پر فراز و نشیب را طی کرده است. در اوایل دهه ۲۰۰۰، با افزایش محبوبیت دستگاه‌های بلک‌بری، شرکت شاهد رشد چشم‌گیر درآمد بود و در سال ۲۰۰۸ به درآمد سالانه‌ای حدود ۶ میلیارد دلار رسید. این موفقیت تا اوج خود در سال ۲۰۱۱ ادامه یافت، زمانی که بلک‌بری با ۸۵ میلیون مشترک، یکی از پیشروهای بازار بود. با این حال، با ظهور رقبای قدرتمند مانند اپل و گوگل، درآمد شرکت از سال ۲۰۱۲ به‌تدریج کاهش یافت و در سال ۲۰۱۳ به ۶.۸ میلیارد دلار با ضرر عملیاتی ۵.۹ میلیارد دلار رسید، که نشان‌دهنده تأثیر عمیق رقابت بود.
در سال ۲۰۱۶، با توقف تولید مستقیم سخت‌افزار و تمرکز بر نرم‌افزار، بلک‌بری تلاش کرد مدل درآمدی خود را بازسازی کند. این انتقال با چالش‌هایی همراه بود و در سال ۲۰۲۳، شرکت درآمدی ۶۵۶ میلیون دلار گزارش داد، اما با ضرر عملیاتی ۱۳۰ میلیون دلاری مواجه شد. این ضرر عمدتاً به دلیل هزینه‌های بالای توسعه محصولات نرم‌افزاری مانند QNX و Cylance و رقابت در بازار امنیت سایبری بود. با این حال، در سال ۲۰۲۴، با افزایش تقاضا برای QNX در صنعت خودرو و موفقیت‌های پروژه‌هایی مانند QNX SDP 8.0، شرکت شاهد بهبود بود و در سه‌ماهه اول سال ۲۰۲۵ سودآوری گزارش داد.
تا ژوئیه ۲۰۲۵، پیش‌بینی درآمد سالانه بلک‌بری بین ۵۰۸ تا ۵۳۸ میلیون دلار است، که نشان‌دهنده رشد ۲۳ درصدی نسبت به سال ۲۰۲۳ است. این بهبود عمدتاً به دلیل گسترش همکاری‌ها با شرکت‌های خودروسازی مانند BMW و مرسدس‌بنز و افزایش استفاده از QNX در بیش از ۲۵۵ میلیون خودرو است. با این حال، بلک‌بری همچنان با هزینه‌های تحقیق و توسعه و رقابت در بازار نرم‌افزار مواجه است. تحلیل‌گران پیش‌بینی می‌کنند که اگر پروژه‌های مانند BlackBerry IVY تا پایان ۲۰۲۶ گواهینامه‌های ایمنی را دریافت کنند، درآمد شرکت در سال ۲۰۲۷ می‌تواند به بیش از ۶۰۰ میلیون دلار برسد، مشروط به تداوم نوآوری و مدیریت هزینه‌ها.

## بلک‌بری در ایران
بلک‌بری از اواخر دهه ۱۳۸۰ شمسی (دهه ۲۰۰۰ میلادی) وارد بازار ایران شد و به دلیل امنیت بالای ارتباطات، صفحه‌کلید فیزیکی، و سرویس‌های پیام‌رسان اختصاصی مثل بلک‌بری مسنجر (BBM)، به‌سرعت در میان کاربران تجاری، حرفه‌ای‌ها، و حتی جوانان محبوبیت یافت. این بخش به بررسی تاریخچه، عرضه، اپراتورها، فیلترینگ، و بازار سیاه بلک‌بری در ایران می‌پردازد.

### اولین ورود
اولین حضور بلک‌بری در ایران به حدود سال ۱۳۸۷ (۲۰۰۸) برمی‌گردد، زمانی که دستگاه‌هایی مثل بلک‌بری ۸۸۲۰ و ۸۳۰۰ از طریق واردکنندگان غیررسمی وارد بازار شدند. این دستگاه‌ها ابتدا به‌عنوان ابزار ارتباطی امن برای شرکت‌ها و نهادهای دولتی معرفی شدند، اما به‌تدریج به دست کاربران عادی نیز رسید. در سال ۱۳۸۹ (۲۰۱۰)، با گسترش شبکه‌های داده‌ای در ایران، مدل‌های پیشرفته‌تری مثل بلک‌بری بولد ۹۷۰۰ و بلک‌بری تورچ ۹۸۰۰ وارد شدند و توجه گسترده‌تری جلب کردند.

### نسخه‌های عرضه‌شده
در ایران، مدل‌هایی مثل بلک‌بری ۸۵۰۰ (پرل)، ۹۰۰۰ (بولد)، ۹۸۰۰ (تورچ)، ۹۹۰۰ (بولد تاچ)، و بعدها ۹۹۲۰ و Z10 به‌صورت محدود و عمدتاً از طریق بازار آزاد عرضه شدند. این دستگاه‌ها معمولاً نسخه‌های قفل‌نشده (Unlocked) بودند که با سیم‌کارت‌های ایرانی سازگار می‌شدند. با این حال، به دلیل نبود نمایندگی رسمی، اکثر این مدل‌ها از طریق کشورهای حاشیه خلیج‌فارس یا دبی وارد می‌شدند و گاهی با نرم‌افزارهای منطقه‌ای سفارشی‌سازی‌شده عرضه می‌شدند.

### اپراتورها و سرویس‌های اختصاصی
در اوایل دهه ۱۳۹۰ (۲۰۱۱-۲۰۱۲)، اپراتورهای ایرانی مثل همراه اول و ایرانسل تلاش کردند سرویس‌های اختصاصی بلک‌بری، از جمله ایمیل Push و BBM، را پشتیبانی کنند. همراه اول با همکاری RIM (پیش از تغییر نام به بلک‌بری لیمیتد) سرویسی را برای کاربران تجاری راه‌اندازی کرد که امکان رمزنگاری و مدیریت مرکزی ایمیل‌ها را فراهم می‌کرد. ایرانسل نیز پکیج‌های داده‌ای ویژه بلک‌بری ارائه داد که شامل تعرفه‌های تخفیفی برای استفاده از BBM بود. با این حال، این سرویس‌ها به دلیل محدودیت‌های فنی و قانونی، به‌سرعت با چالش‌هایی روبه‌رو شدند و گسترش نیافتند.

### فیلترینگ و تأثیر آن
از سال ۱۳۹۰ (۲۰۱۱)، با افزایش نگرانی‌های امنیتی و فشار نهادهای نظارتی، سرویس‌های بلک‌بری در ایران با محدودیت‌های جدی مواجه شدند. دولت به دلیل رمزنگاری پیشرفته این دستگاه‌ها، که دسترسی به محتوای ارتباطات را دشوار می‌کرد، درخواست فیلتر کردن BBM و ایمیل‌های بلک‌بری را مطرح کرد. در سال ۱۳۹۱ (۲۰۱۲)، گزارش‌هایی از مسدود شدن موقت این سرویس‌ها منتشر شد، اما به دلیل محبوبیت BBM در میان کاربران، فیلترینگ کامل اجرایی نشد. این محدودیت‌ها باعث کاهش استفاده از بلک‌بری در ایران شد و کاربران به سمت پیام‌رسان‌های جایگزین مثل واتس‌اپ حرکت کردند.

### محدودیت‌های عرضه و بازار سیاه
عرضه رسمی بلک‌بری در ایران هیچ‌گاه از طریق کانال‌های قانونی و نمایندگی‌های رسمی انجام نشد، که این امر به دلیل تحریم‌های بین‌المللی و سیاست‌های بلک‌بری لیمیتد بود. این موضوع منجر به شکل‌گیری بازار سیاه پررونقی شد که دستگاه‌ها با قیمت‌های گزاف، گاهی تا دو برابر قیمت جهانی، به فروش می‌رسیدند. مدل‌های قفل‌شده یا نسخه‌های دست‌دوم از امارات و ترکیه نیز در این بازار رایج بودند. محدودیت قطعات یدکی و خدمات پس از فروش نیز کاربران را با مشکلات زیادی مواجه کرد و به‌تدریج اعتماد به این برند را کاهش داد.

### وضعیت کنونی
با توقف تولید سخت‌افزار بلک‌بری در سال ۲۰۱۶ و قطع خدمات نرم‌افزاری مثل BBM در سال ۱۴۰۰ (۲۰۲۲)، حضور این برند در ایران به حداقل رسیده است. با این حال، هنوز برخی از کاربران قدیمی به دلیل نوستالژی یا نیاز به امنیت، از دستگاه‌های قدیمی استفاده می‌کنند. تأثیر فرهنگی بلک‌بری در ایران، به‌ویژه در اوایل دهه ۱۳۹۰، به‌عنوان نمادی از فناوری پیشرفته و ارتباط امن، در خاطره‌ها باقی مانده است.

## دستاوردها در امنیت
بلک‌بری لیمیتد به دلیل تمرکز عمیق بر امنیت ارتباطات و داده‌ها، به یکی از پیشگامان صنعت فناوری در این حوزه تبدیل شده است. این دستاوردها شامل توسعه فناوری‌های رمزنگاری پیشرفته، گواهینامه‌های بین‌المللی، و اعتماد نهادهای دولتی و شخصیت‌های برجسته بوده است.
- رمزنگاری پیشرفته: از زمان معرفی اولین دستگاه بلک‌بری در سال ۱۹۹۹، این شرکت با استفاده از الگوریتم‌های رمزنگاری قوی مانند AES-256 و رمزنگاری سراسری (End-to-End Encryption)، امنیت بالایی برای ارتباطات کاربران فراهم کرد. این فناوری، که از طریق پروتکل‌های اختصاصی بلک‌بری و بعداً BlackBerry Enterprise Server (BES) مدیریت می‌شد، امکان محافظت در برابر شنود را به‌ویژه برای کاربران تجاری و دولتی فراهم کرد.

- گواهینامه‌های امنیتی: بلک‌بری با دریافت گواهینامه‌هایی مانند FIPS 140-2 از مؤسسه ملی استاندارد و فناوری آمریکا (NIST) و استانداردهای ISO 27001، به‌عنوان یک تأمین‌کننده معتبر امنیت در سطح جهانی شناخته شد. این گواهینامه‌ها، که تا سال ۲۰۲۵ همچنان در محصولات نرم‌افزاری مانند UEM و Cylance معتبر هستند، اعتماد سازمان‌ها و دولت‌ها را جلب کرده‌اند.

- استفاده توسط سیاستمداران برجسته: امنیت بلک‌بری به حدی بود که برخی از برجسته‌ترین سیاستمداران جهان از آن استفاده کردند. باراک اوباما، رئیس‌جمهور سابق آمریکا، از سال ۲۰۰۹ تا پایان دوره ریاست‌جمهوری‌اش در سال ۲۰۱۷، به‌طور خاص از یک دستگاه بلک‌بری سفارشی‌شده استفاده می‌کرد که توسط سرویس مخفی آمریکا و آژانس امنیت ملی (NSA) تأیید شده بود. هیلاری کلینتون، وزیر امور خارجه وقت آمریکا، نیز در سال‌های ۲۰۰۹ تا ۲۰۱۳ از بلک‌بری برای ارتباطات دیپلماتیک بهره برد، اگرچه بعدها به دلیل مسائل امنیتی با انتقادهایی مواجه شد. دیوید کامرون، نخست‌وزیر سابق بریتانیا، نیز در اوایل دهه ۲۰۱۰ از بلک‌بری برای ارتباطات امن استفاده می‌کرد.

- اعتماد نهادهای دولتی: دولت آمریکا به‌عنوان بزرگ‌ترین مشتری بلک‌بری، از این دستگاه‌ها برای ارتباطات محرمانه کارکنان خود استفاده کرد. در سال ۲۰۱۰، گزارش‌هایی منتشر شد که بیش از ۹۰ درصد کارکنان فدرال آمریکا از بلک‌بری استفاده می‌کردند. این اعتماد به دلیل قابلیت‌های مدیریت متمرکز دستگاه‌ها و رمزنگاری قوی بود که امکان نظارت و کنترل توسط نهادهای امنیتی را فراهم می‌کرد.

- نوآوری‌های امنیتی مدرن: پس از خرید شرکت Cylance در سال ۲۰۱۸، بلک‌بری با توسعه محصولاتی مانند CylanceMDR (۲۰۲۵)، که از هوش مصنوعی برای پیش‌بینی و خنثی‌سازی تهدیدات سایبری استفاده می‌کند، امنیت را به سطح جدیدی رسانده است. این محصولات در صنایع حساس مانند دفاع، سلامت، و حمل‌ونقل به کار گرفته شده‌اند و گواهینامه‌های امنیتی پیشرفته‌ای دریافت کرده‌اند.

این دستاوردها، بلک‌بری را به نمادی از امنیت در فناوری تبدیل کرده و حتی پس از خروج از بازار سخت‌افزار، جایگاه آن را در ارائه راه‌حل‌های امنیتی پایدار تثبیت کرده است.

## جدول زمانی
| سال  | رویداد                          |
| ---- | ------------------------------- |
| ۱۹۸۴ | تأسیس RIM                       |
| ۱۹۹۲ | اولین قرارداد بزرگ با BellSouth |
| ۱۹۹۹ | عرضه BlackBerry 850             |
| ۲۰۰۲ | عرضه مدل ۵۸۱۰ با پشتیبانی GSM   |
| ۲۰۰۷ | اوج با ۸۰ میلیون کاربر          |
| ۲۰۱۰ | خرید QNX Software Systems       |
| ۲۰۱۳ | معرفی BlackBerry 10             |
| ۲۰۱۶ | توقف تولید سخت‌افزار             |
| ۲۰۱۸ | خرید Cylance                    |
| ۲۰۲۲ | قطع خدمات نرم‌افزاری قدیمی       |
| ۲۰۲۴ | عرضه QNX SDP 8.0                |
| ۲۰۲۵ | همکاری با Vector برای SDV       |